# Edward, Duke of Edinburgh

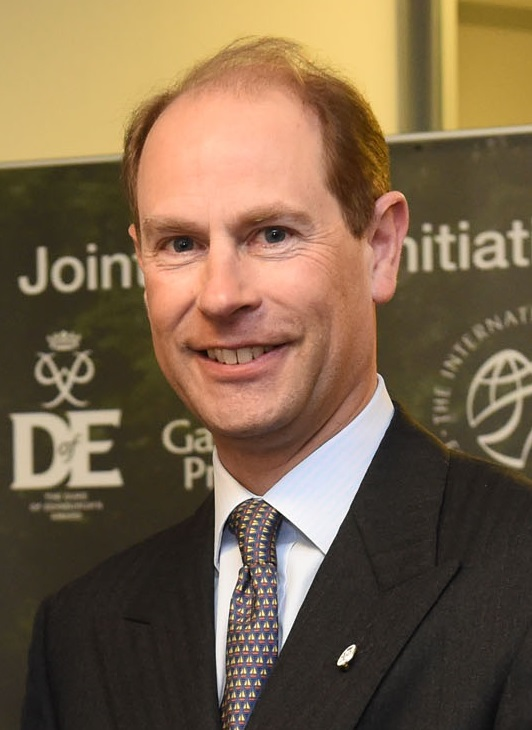
Prinz Edward (2015)

HRH Prince Edward Antony Richard Louis, Duke of Edinburgh KG, KT, GCVO, genannt Prinz Edward (* 10. März 1964 im Buckingham Palace), ist ein Bruder des britischen Königs Charles III. Er ist der jüngste Sohn von Königin Elizabeth II. und Prinz Philip.

## Leben

### Ausbildung und Beruf
Edward wurde zunächst von einer Gouvernante unterrichtet und besuchte dann ab 1972 die Heatherdown Preparatory Schule in Ascot, Berkshire. 1977 wechselte er, wie schon sein Vater und seine Brüder, zur Privatschule Gordonstoun in Schottland. Dort legte er 1982 seine Abschlussprüfung in den Fächern englische Literatur, Wirtschaftswissenschaften und Politikwissenschaft ab. In seiner Schulzeit tat er sich auch durch viele sportliche Aktivitäten hervor. Im Herbst 1982 war er als Betreuer für Schüler in Neuseeland tätig. 1983 nahm er am Jesus College in Cambridge das Studium der Geschichte auf, welches er 1986 mit einem Bachelor of Arts (BA) abschloss.
Nach seinem Universitätsabschluss begann Edward im Oktober 1986 eine Offiziersausbildung bei den Royal Marines, zeigte sich der harten Grundausbildung jedoch nicht gewachsen. Unter dem kritischen Echo der britischen Presse beendete er den Militärdienst vorzeitig im Januar 1987 (später wurde er von seiner Mutter zum Ehrenoberst mehrerer Regimenter ernannt).

### Ehe und Familie
Am 19. Juni 1999 heiratete Prinz Edward Sophie Rhys-Jones. Das Ehepaar wohnt in Bagshot Park in Surrey. Sie haben zwei Kinder:
- Lady Louise Alice Elizabeth Mary Mountbatten-Windsor (* 2003);
- James Alexander Philip Theo Mountbatten-Windsor, Earl of Wessex (* 2007).

Beide Kinder sind als Kind des Sohnes eines britischen Monarchen berechtigt, die Prädikate Royal Highness und Prince/Princess zu führen. Allerdings war bereits bei der Eheschließung entschieden worden, dass die Kinder von Prinz Edward diese Titel nicht verwenden würden. Sie tragen vielmehr die ihnen als Kinder eines Herzogs zustehenden Höflichkeitstitel bzw. -prädikate. Die Tochter führt daher das Höflichkeitsprädikat Lady, der Sohn trägt als Heir apparent den Höflichkeitstitel Earl of Wessex and Forfar. Alle weiteren etwaigen Kinder würden hingegen nur die Prädikate Hon. bzw. Lady erhalten. Ohne diese Regelung wären sie als HRH Princess Louise of Edinburgh und HRH Prince James of Edinburgh, Earl of Wessex and Forfar, bekannt, entsprechend zu ihren Cousins. Es steht beiden Kindern frei, sich später so zu nennen.
Zum Zeitpunkt seiner Geburt belegte Prinz Edward Platz drei der britischen Thronfolge, hinter seinen Brüdern Charles und Andrew. Mit der Geburt von deren Kindern und Enkelkindern rückte er nach hinten und belegt vor seinen Kindern den fünfzehnten Rang der Thronfolge.

### Trivia
Er ist Namensgeber für den Prinz-Edward-Gletscher in der Antarktis.

## Aufgaben und Interessen
Der Herzog engagierte sich zunächst kaum im öffentlichen Leben, sondern strebte in die Privatwirtschaft. Edward war zunächst in der Theaterproduktionsfirma der Really Useful Group von Andrew Lloyd Webber tätig, anschließend gründete er 1991 seine eigene TV-Produktionsfirma Ardent.
Ardent machte langfristig Verluste. Mit seiner Produktionsfirma drehte Edward daher zunehmend Filme über die Königsfamilie. So filmte 2001 ein von ihm beauftragter Kameramann heimlich seinen Neffen Prinz William, obwohl sich die Presse in dieser Zeit an ein Übereinkommen hielt, Prinz William nicht privat nachzustellen und aufzunehmen. Von den Medien wurde Edward häufig vorgeworfen, seine Stellung als Prinz für seine geschäftlichen Ziele auszunutzen. Dies und der Skandal, den seine Frau durch indiskrete Äußerungen über die Königsfamilie (Sophie-Gate) auslöste, brachte die Monarchie in eine Krise. Daraufhin gaben der Earl und die Countess of Wessex 2002 öffentlich bekannt, fortan die Königin bei ihren Aufgaben stärker als bisher zu unterstützen und keinen eigenen geschäftlichen Tätigkeiten mehr nachzugehen. Daher beendete Prinz Edward sein Engagement bei der TV-Produktionsfirma Ardent.
Seither nimmt der Herzog mehr offizielle Termine für die königliche Familie wahr. Er steht zahlreichen gemeinnützigen Organisationen vor. Sein Interesse gilt dabei insbesondere Jugendlichen, den Künsten und dem Sport.
Ab 1985 war Prinz Edward Staatsrat (englisch Counsellor of State). Als solcher konnte er gewisse Amtsgeschäfte und Hoheitsrechte der Königin durchführen, wenn diese im Ausland weilte oder anderweitig verhindert war (wie zum Beispiel eine kurzfristige Krankheit). Zwei beliebige Staatsräte können den Sitzungen des Privy Council beiwohnen, staatliche Dokumente unterzeichnen oder die Empfehlungsschreiben neuer Botschafter entgegennehmen. Sein Nachfolger wurde 2005 Harry, Duke of Sussex. 2022 wurde er per Gesetz erneut auf Lebenszeit zum Staatsrat ernannt.

## Titel

Königliche Standarte

Wappen von Prinz Edward, Duke of Edinburgh

Als Sohn einer britischen Monarchin führt er seit Geburt die Prädikate His Royal Highness und Prince.
Anlässlich seiner Hochzeit mit Sophie Rhys-Jones am 19. Juni 1999 wurden ihm in der Peerage of the United Kingdom die erblichen Titel Earl of Wessex und Viscount Severn verliehen.
Anders als seine Brüder (Charles, Duke of Rothesay und Andrew, Earl of Inverness) und seine Neffen (William, Earl of Strathearn und Harry, Earl of Dumbarton) erhielt Prinz Edward zunächst keinen Titel, der sich auf den schottischen Landesteil bezog. Stattdessen gab das britische Königshaus bei seiner Eheschließung bekannt, Prinz Edward werde später den Titel Duke of Edinburgh erhalten. Dieser Titel des Duke of Edinburgh wurde damals noch von seinem Vater geführt, ging bei dessen Tod 2021 auf seinen älteren Bruder Charles über und erlosch, als dieser 2022 König wurde. Anlässlich seines Geburtstags am 10. März 2019 verlieh ihm Königin Elizabeth II. ebenfalls in der Peerage of the United Kingdom den Adelstitel Earl of Forfar. Dieser Titel bezieht sich auf die schottische Stadt Forfar und wurde vom Prinzen fortan bei Aufenthalten im schottischen Landesteil verwendet.
An seinem 59. Geburtstag wurde Edward zum Duke of Edinburgh ernannt. Es handelt sich hierbei um eine Life Peerage − anders als bei den früheren Verleihungen dieses Titels ist die Dukewürde in diesem Fall nicht erblich und der Titel wird beim Tod des aktuellen Trägers erlöschen. Motiv hierfür war, dass der König angesichts der Diskussionen um die Unabhängigkeit Schottlands den mit der schottischen Hauptstadt verbundenen Titel nicht an eine Seitenlinie des Königshauses vergeben wollte, die ihn dann womöglich über viele Generationen weitervererben könnte, obwohl sie von der Thronfolge immer weiter entfernt wäre.
2025 wurde Prinz Edward zum Fellow der Royal Society of Edinburgh gewählt.

### Anrede
- His Royal Highness The Prince Edward (10. März 1964 – 19. Juni 1999)
- His Royal Highness The Earl of Wessex (19. Juni 1999 – 10. März 2023)
  - In Schottland: His Royal Highness The Earl of Forfar (10. März 2019 – 10. März 2023)
- His Royal Highness The Duke of Edinburgh (seit 10. März 2023)

Vollständige Form:
- His Royal Highness The Prince Edward Antony Richard Louis, Duke of Edinburgh, Earl of Wessex, Earl of Forfar, Viscount Severn, Knight Companion of the Most Noble Order of the Garter, Knight Companion of the Most Ancient and Most Noble Order of the Thistle, Knight Grand Cross of the Royal Victorian Order

## Orden und Ehrenzeichen
| Land                   | Kürzel | Orden                                                  | Jahr der Verleihung | Abb. |
| ---------------------- | ------ | ------------------------------------------------------ | ------------------- | ---- |
| Vereinigtes Königreich |        | Queen Elizabeth II Silver Jubilee Medal                | 1977                |      |
| Vereinigtes Königreich | CVO    | Commander des Royal Victorian Order                    | 1989                |      |
| Neuseeland             |        | New Zealand Commemorative Medal                        | 1990                |      |
| Vereinigtes Königreich |        | Queen Elizabeth II Golden Jubilee Medal                | 2002                |      |
| Kanada                 |        | Commemorative Medal for the Centennial of Saskatchewan | 2002                |      |
| Vereinigtes Königreich | KCVO   | Knight Commander des Royal Victorian Order             | 2003                |      |
| Vereinigtes Königreich | AdC(P) | Personal Aide-de-camp                                  | 2004                |      |
| Vereinigtes Königreich | KG     | Royal Knight Companion des Hosenbandordens             | 2006                |      |
| Vereinigtes Königreich | GCVO   | Knight Grand Cross des Royal Victorian Order           | 2011                |      |
| Vereinigtes Königreich |        | Queen Elizabeth II Diamond Jubilee Medal               | 2012                |      |
| Vereinigtes Königreich |        | Queen Elizabeth II Platinum Jubilee Medal              | 2022                |      |
| Vereinigtes Königreich |        | King Charles III Coronation Medal                      | 2023                |      |
| Vereinigtes Königreich |        | Extra Knight Companion des Distelordens                | 2024                |      |